# Tom Sharpe
Thomas Ridley „Tom” Sharpe (ur. 30 marca 1928 w Londynie, zm. 6 czerwca 2013 w Llafranc w prowincji Girona) – angielski nauczyciel akademicki oraz pisarz satyryczny. Najbardziej znany z powieści o Henrym Wilcie, zdemoralizowanym wykładowcy w college'u.

## Twórczość

### Powieści
- Riotous Assembly (1971)
- Indecent Exposure (1973) – wyd. pol. Nieprzystojne obnażenie, Wydawnictwo Tenten 1991, tłum. Klara Kopcińska
- Blott on the Landscape (1975)
- The Great Pursuit (1977)
- The Throwback (1978)
- Ancestral Vices (1980)
- Vintage Stuff (1982)
- The Midden (1996)
- The Gropes (2009)

Cykl Porterhouse Blue
- Porterhouse Blue (1974) – wyd. pol. Zemsta Skulliona, Zysk i S-ka 2001, tłum. Tomasz Bieroń
- Grantchester Grind (1995)

Cykl z Henrym Wiltem
- Wilt (1976) – wyd. pol. Wilt, Zysk i S-ka 1998, tłum. Zuzanna Naczyńska
- The Wilt Alternative (1979) – wyd. pol. Szalone dni Wilta, Wydawnictwo Tenten 1994, tłum. Zuzanna Naczyńska lub Alternatywa według Wilta, Zysk i S-ka 1999, ten sam przekład
- Wilt On High (1984) – wyd. pol. Odjazd według Wilta, Zysk i S-ka 2000, tłum. Zuzanna Naczyńska
- Wilt in Triplicate (1996)
- Wilt in Nowhere (2004) – wyd. pol. Wilt w drodze donikąd, Zysk i S-ka 2006, tłum. Maciej Potulny
- The Wilt Inheritance (2010)

### Opowiadania
- Stirring the Pot (1994)
- Knights of Madness: Further Comic Tales of Fantasy (1998) – antologia (różni autorzy) m.in. z opowiadaniami Sharpe'a, wyd. pol. Obłędni rycerze, Prószyński i S-ka 2009, tłum. Monika Michowicz, Magdalena Moltzan-Małkowska

### Antologie
- Selected Works (1986)
- Tom Sharpe Library Pack (2001)